# Saint-Paterne-Racan
Saint-Paterne-Racan település Franciaországban, Indre-et-Loire megyében. Lakosainak száma 1697 fő (2022. január 1.). Saint-Paterne-Racan Brèches, Bueil-en-Touraine, Neuillé-Pont-Pierre, Neuvy-le-Roi, Saint-Aubin-le-Dépeint, Saint-Christophe-sur-le-Nais, Sonzay, Villebourg és Chenu községekkel határos.

## Népesség
A település népessége az elmúlt években az alábbi módon változott:
| Lakosok száma | 1617 | 1508 | 1449 | 1637 | 1654 | 1657 | 1665 | 1647 | 1650 | 1697 |
|               | 1968 | 1982 | 1990 | 2006 | 2013 | 2015 | 2017 | 2019 | 2020 | 2022 |